# Danny Kinahan
Daniel de Burgh Kinahan (né le 14 avril 1958) est un homme politique britannique du parti unioniste d'Ulster, ancien député de South Antrim et ancien membre de l'Assemblée d'Irlande du Nord pour South Antrim.
En août 2020, il est nommé premier commissaire aux vétérans d'Irlande du Nord .

## Vie privée
Il est le fils de Sir Robin Kinahan (en) et Coralie de Burgh et fait ses études à la Craigflower Preparatory School (Torryburn ), à la Stowe School et à l’Université d'Édimbourg. Il est cousin du chanteur Chris de Burgh . Professionnellement, Kinahan est un expert en antiquités et travaille comme représentant irlandais des commissaires -priseurs de Christie's.
Il a vécu de nombreuses années avec sa femme et ses quatre enfants à Castle Upton, Templepatrick.

## Carrière politique
En 2005, il est élu au conseil municipal d'Antrim et, le 28 mai 2009, et le comité local de l'UUP de South Antrim choisit Danny pour remplacer le député sortant David Burnside qui démissionne pour poursuivre des intérêts commerciaux. M. Burnside a officiellement démissionné le 1er juin. Danny prête serment le 9 juin .
Kinahan fait face à sa première élection à l'Assemblée d'Irlande du Nord en mai 2011 et est réélu avec 3 445 votes de première préférence. Au cours de sa deuxième période à Stormont, il est fortement impliqué dans la législation sur l'éducation en tant que porte-parole de l'UUP dans le domaine politique.
En tant que vice-président du comité de l'éducation, Kinahan est une figure de proue lors de l'adoption du projet de loi sur l'éducation. En tant que vice-président du comité de l'éducation, il manifeste une opposition véhémente à la politique du Sinn Féin de supprimer les lycées. Kinahan exprime son ferme soutien en faveur d'une éducation partagée et intégrée, d'une plus grande insistance sur les matières STEM, d'un choix plus large d'apprentis, d'une meilleure offre de conseils de carrière et de diplômes universitaires plus approfondis et engageants.
Kinahan est le seul député de l'UUP à soutenir la légalisation du mariage homosexuel, prononçant un discours sur la question à Stormont, que beaucoup jugeaient risqué à quelques semaines des élections de Westminster, qu'il a finalement remportées.
Il démissionne de l'Assemblée d'Irlande du Nord après son élection à Westminster et est remplacé par Adrian Cochrane-Watson .
L'UUP présente Kinahan aux élections générales de 2015. Il bat le député sortant du DUP William McCrea avec une majorité de 949 voix. À la suite d'une résurgence du DUP aux élections générales de 2017, Kinahan perd son siège au profit de Paul Girvan par 3208 voix.